# メングロズ
メングロズ（Menglöð、あるいはメングラッド、「首飾りを喜ぶ女」の意）は、古エッダに収められる詩『スヴィプダグルの歌』に登場する女性。女神フレイヤと度々同一視される。北欧神話の英雄スヴィプダグの恋人であり、巨人の国ヨトゥンヘイムに住んでいる。
彼女はリュルという美しい館の女主人であり、召使いたちとともに病に苦しむ女性を治療している。